# L'unico sveglio
L'unico sveglio è un singolo del gruppo musicale italiano Eugenio in Via Di Gioia, pubblicato il 13 dicembre 2019.
Il brano è stato scritto ed eseguito dagli Eugenio in Via Di Gioia come sigla iniziale della serie MTV Involontaria ed è stato poi incluso nella raccolta Tsunami (Forse vi ricorderete di noi per canzoni come) pubblicata il 31 gennaio 2020.

## Tracce
1. L'unico sveglio – 2:51 (Eugenio Cesaro, Emanuele Via, Paolo Di Gioia, Lorenzo Federici)